# Нуриев, Анатолий Анатольевич
Анатолий Анатольевич Нуриев (укр. Анатолій Анатолійович Нурієв, азерб. Anatoli Anatoli oğlu Nuriyev; род. 20 мая 1996, Мукачево, Закарпатская область) — украинский и азербайджанский футболист, нападающий клуба «Сумгаит» и сборной Азербайджана.

## Клубная карьера
Родился 20 мая 1996 года в Мукачево Закарпатской области. По отцовской линии у Анатолия азербайджанские корни.
Воспитанник ДЮФК «Мукачево». Начинал в команде «Соколы», тренер Емельян Мешко. Позже, как способный юноша-футболист перебрался в «BRW-ВИК» Владимир-Волынский, а затем вернулся в СДЮШОР «Мукачево», за который выступал и учился до 2013 года. 2013 стал игроком премьерлигового «Закарпатье», однако играл исключительно за дублирующий состав, проведя 44 официальных игры за 3 сезона. Параллельно с тем он был заявлен и в областной турнир, в составе команды «Мукачево».
После банкротства областной команды перспективным нападающим заинтересовались лучшие клубы области, и Нуриев выбрал мукачевскую команду «Мункач». А в следующем сезоне он перебрался в поселок Среднее, к одноимённому клубу, где провел два сезона и был лучшим бомбардиром областного первенства. Успешная игра молодого футболиста привлекла внимание профессиональные клубы страны, поэтому Анатолия пригласили в каменецкую «Сталь», где он смог дебютировать в Украинской Премьер-лиге.
С 2018 года выступал за клуб «Минай», который перед стартом сезона 2018/19 получил профессиональный статус и стартовал в турнире ПФЛ, а именно во Второй лиге Украины.
Летом 2021 года заключил контракт с «Колосом» из Ковалёвки. 24 июля 2021 года дебютировал за «Колос» в матче украинской Премьер-лиги против «Вереса» (0:0), выйдя на замену Денису Костышину на 58-й минуте.

## Карьера в сборной
14 марта 2021 года впервые получил вызов в сборную Азербайджана для участия в матчах отборочного турнира чемпионата мира 2022 года против сборных Португалии и Сербии, а также товарищеском матче против Катара. 24 марта 2021 года дебютировал в сборной Азербайджана в выездном матче первого тура отборочного турнира чемпионата мира 2022 против сборной Португалии (0:1), выйдя на замену на 46-й минуте вместо Аббаса Гусейнова, в условиях, когда его команда уже успела пропустить в результате автогола защитника Максима Медведева.

## Статистика

### Клубная
| Выступление      | Выступление      | Выступление      | Чемпионат | Чемпионат | Кубок | Кубок | Еврокубки | Еврокубки | Прочие | Прочие | Итого | Итого |
| Клуб             | Лига             | Сезон            | Игры      | Голы      | Игры  | Голы  | Игры      | Голы      | Игры   | Голы   | Игры  | Голы  |
| ---------------- | ---------------- | ---------------- | --------- | --------- | ----- | ----- | --------- | --------- | ------ | ------ | ----- | ----- |
| Сталь            | Премьер-лига     | 2017/18          | 7         | 0         | 0     | 0     | —         | —         | —      | —      | 7     | 0     |
| Сталь            | Итого            | Итого            | 7         | 0         | 0     | 0     | —         | —         | —      | —      | 7     | 0     |
| Минай            | Вторая лига      | 2018/19          | 23        | 9         | 3     | 0     | —         | —         | —      | —      | 26    | 9     |
| Минай            | Первая лига      | 2019/20          | 29        | 17        | 5     | 2     | —         | —         | —      | —      | 34    | 19    |
| Минай            | Премьер-лига     | 2020/21          | 22        | 10        | 3     | 0     | —         | —         | —      | —      | 25    | 10    |
| Минай            | Итого            | Итого            | 74        | 36        | 11    | 2     | —         | —         | —      | —      | 85    | 38    |
| Колос            | Премьер-лига     | 2021/22          | 10        | 1         | 1     | 0     | 2         | 0         | —      | —      | 13    | 1     |
| Колос            | Итого            | Итого            | 10        | 1         | 1     | 0     | 2         | 0         | —      | —      | 13    | 1     |
| Всего за карьеру | Всего за карьеру | Всего за карьеру | 91        | 37        | 12    | 2     | 2         | 0         | —      | —      | 105   | 39    |

### Выступления за сборную
| № | Дата            | Оппонент   | Счёт | Голы | Пасы | Карточки | Минуты | Соревнование             |
| - | --------------- | ---------- | ---- | ---- | ---- | -------- | ------ | ------------------------ |
| 1 | 24 марта 2021   | Португалия | 0:1  | —    | —    | —        | 45'    | Отборочные матчи ЧМ-2022 |
| 2 | 27 марта 2021   | Катар      | 1:2  | —    | —    | —        | 56'    | Товарищеский матч        |
| 3 | 30 марта 2021   | Сербия     | 1:2  | —    | —    | —        | 69'    | Отборочные матчи ЧМ-2022 |
| 4 | 2 июня 2021     | Беларусь   | 2:1  | —    | —    | —        | 14'    | Товарищеский матч        |
| 5 | 6 июня 2021     | Молдова    | 1:2  | —    | —    | —        | 25'    | Товарищеский матч        |
| 6 | 1 сентября 2021 | Люксембург | 1:2  | —    | —    | —        | 16'    | Отборочные матчи ЧМ-2022 |
| 7 | 4 сентября 2021 | Ирландия   | 1:1  | —    | —    | —        | 10'    | Отборочные матчи ЧМ-2022 |
| 8 | 7 сентября 2021 | Португалия | 0:3  | —    | —    | —        | 45'    | Отборочные матчи ЧМ-2022 |
| 9 | 12 октября 2021 | Сербия     | 1:3  | —    | —    | —        | 17'    | Отборочные матчи ЧМ-2022 |

Итого: 9 матчей, 0 голов / 1 победа, 1 ничья, 7 поражений.